# Vlie
Vlie eller Vliestroom er en søvej mellem øerne Vlieland og Terschelling i Nederlandene.

## Historie
Det gamle romerske navn på indsøen Lacus Flavo, som senere blev Zuiderzee, har muligvis samme oprindelse som navnet Vlie. Vlie kan have været navnet på hele indsøen og den store flod, som løb ud fra den.
I middelalderen var Vlie estuariet for floden Ĳssel.
På 1200-tallet førte store oversvømmelser til at estuariet blev udvidet, og tørvemoserne indenfor blev ødelagte. Dette skabte et stort område med sand og mudderflader.
Under den anden anglo-nederlandske krig i 1666, brændte den engelske admiral Robert Holmes den nederlandske handelsflåde på 130 skibe under den såkaldte Holmes' Bonfire. Bådene havde søgt tilflugt i Vlie og troede fejlagtigt, at den engelske marine ikke ville finde vejen mellem de farlige grunde.
I dag er det mulig at nå frem til havnen i Harlingen via Vlie.
53°19′54″N 5°08′30″Ø / 53.331693°N 5.141602°Ø